# Pietro di Grecia
Pietro di Grecia (Corfù, 3 dicembre 1908 – Londra, 15 ottobre 1980) era figlio del principe Giorgio di Grecia e della principessa Marie Bonaparte, nonché nipote del re Giorgio I degli Elleni e del principe Rolando Napoleone Bonaparte. Fu un buon antropologo, specializzato nelle credenze e tradizioni del Tibet, su cui pubblicò svariati libri, saggi ed articoli scientifici.

## Biografia

### Primi anni

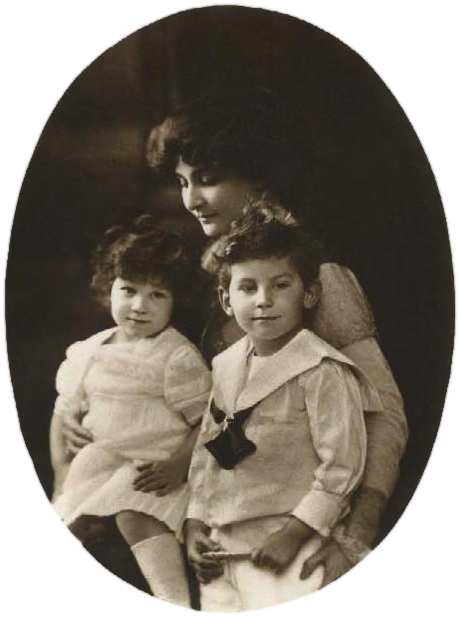
Pietro assieme alla sorella Eugenia ed alla madre Marie, nel 1912

Nato nel 1908, Pietro era figlio di Giorgio, Principe di Candia e della principessa Marie Bonaparte; passò la propria infanzia ed adolescenza in Francia, dove risiedette nelle residenze della madre e del nonno materno Rolando Napoleone Bonaparte, non mettendo piede in Grecia fra il 1912 ed il 1936, a causa della Prima guerra mondiale, della caduta della monarchia e della proclamazione della repubblica. Non potendo soggiornare in patria, Pietro conobbe meglio la Danimarca, paese d'origine della casa reale greca, governata dal bisnonno Cristiano IX, dal prozio Federico VIII e da Cristiano X; assieme alla famiglia visitava spesso Palazzo Bernstorff presso il prozio Valdemaro, il quale veniva chiamato da Pietro e dalla sorella Eugenia, "Papa Two". 
I genitori del principe erano calorosi ma distanti, Marie aveva perso la propria madre alla nascita e i rapporti col padre non erano mai stati facili, quindi ebbe difficoltà coi figli, in particolare con Pietro mostrandosi lontana ed anche soffocante. Il padre Giorgio invece adorava il figlio ma non se ne occupò affatto. Pietro ed Eugenia furono affidati alle cure di domestici e di una nanny, una tata, inglese, Violet Croisdale, la quale svolse un ruolo importante, ma non completamente positivo, nella loro istruzione.

### Matrimonio
Il principe nel 1930 ebbe la sua prima esperienza sentimentale con una giovane americana, avendo con quest'ultima un rapporto intimo che durò fin quando la ragazza tornò nel proprio paese. Cinque anni più tardi ebbe la sua prima vera relazione, incontrando una donna di otto anni più grande di lui, una certa Irina Aleksandrovna Outchinnikova, una nobile russa bianca, figlia del gioielliere di corte della Corte Romanov e che aveva lasciato l'ex Impero, col marito Jehan marchese de Monléon, attraverso la Crimea nel 1918. Il rapporto con Irina segnò una importante rottura per il principe con la sua famiglia, soprattutto con la madre e la sorella, quanto al padre non fu messo al corrente di questa relazione, poiché avrebbe disapprovato dal momento che la donna era borghese e già sposata.
Nel 1937 Pietro partì per un lungo viaggio con Irina, dalla Grecia fino in Siria, Persia ed India. Durante il soggiorno indiano, il Principe decise di ufficializzare la relazione con la borghese russa, sposando così Irina a Madras nel 1939. La notizia delle nozze scandalizzò la famiglia reale, specialmente il padre dello sposo, che troncò ogni contatto col figlio.

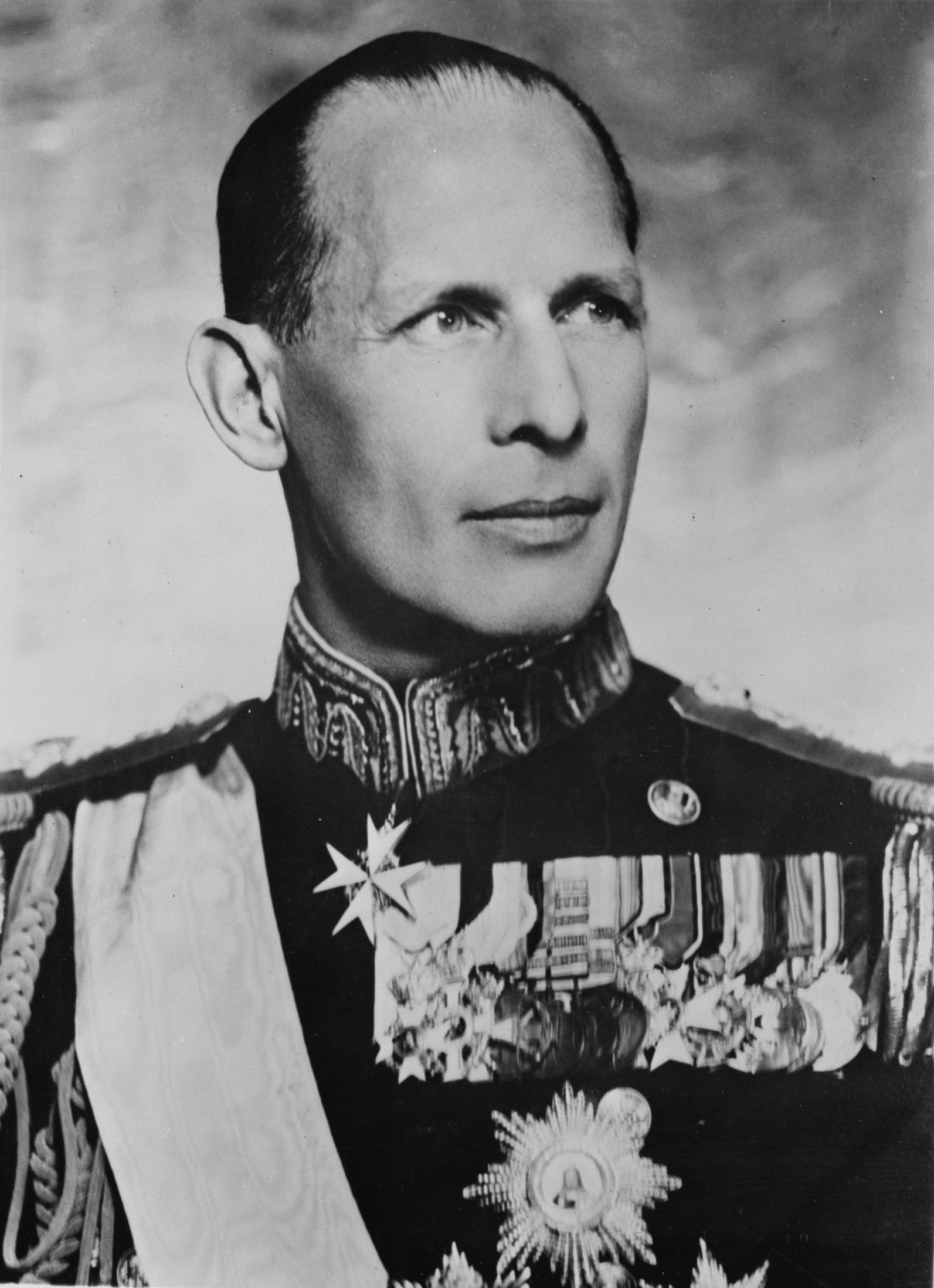
Giorgio II, primo cugino di Pietro.

### Ritorno in Grecia
Nel 1935 la monarchia greca fu ripristinata e Giorgio II ritornò al potere e chiamò il primo cugino Pietro a corte, offrendogli alcuni posti di prestigio, essendo terzo in linea di successione al trono, dopo il cugino Paolo ed il padre Giorgio. Tuttavia il principe rifiutò di ritornare in patria, poiché l'amante Irina, poi moglie, minacciò di suicidarsi qualora lui la lasciasse. Alla fine Pietro rientrò in Grecia nel 1936 per assistere alla sepoltura dei membri della famiglia reale, che erano morti in esilio. Successivamente a dicembre l'amante Irina ottenne il divorzio e così il Principe la raggiunse in Francia, visitando Atene negli anni successivi, servendo nelle file dell'Esercito, passando dal grado di sottotenente a tenente di fanteria.

### Seconda guerra mondiale
Nel giugno 1940 l'Italia entrò in guerra e decise di invadere il paese ellenico nell'autunno dello stesso anno, ponendo inizio alla Campagna italiana di Grecia; il principe Pietro fu mobilitato come Capitano di fanteria, servì nel quartier generale ad Atene, venendo poi nominato Aiutante di Campo di Giorgio II. La famiglia reale dovette poi andare in esilio, prima a Creta e poi in Egitto nella primavera 1941. 
Fu promosso Comandante del Battaglione Sacro, un gruppo di ufficiali greci che continuarono i combattimenti contro i nazisti a fianco alle truppe britanniche, prendendo poi parte alla Campagna di Tunisia, organizzando una fusione fra il battaglione con le forze della Francia Libera, guidate dal Gen. Leclerc nel 1943. Il War office inglese lo denominò come "il più intelligente dei membri della famiglia reale" e come "il migliore alleato dei greci". La sua tendenza politica, verso sinistra, portava Pietro a interferire nelle decisioni del governo greco in esilio, fu così inviato in India dai britannici, col pretesto di completare ed aggiornare la sua formazione militare.
Nel 1945 la guerra finì e Pietro ritornò per un periodo in patria, dove venne promosso Tenente colonnello, per poi tornare in Francia per sfuggire alla grave situazione interna della Grecia, dove veniva combattuta una Guerra civile.

### Viaggi e studi

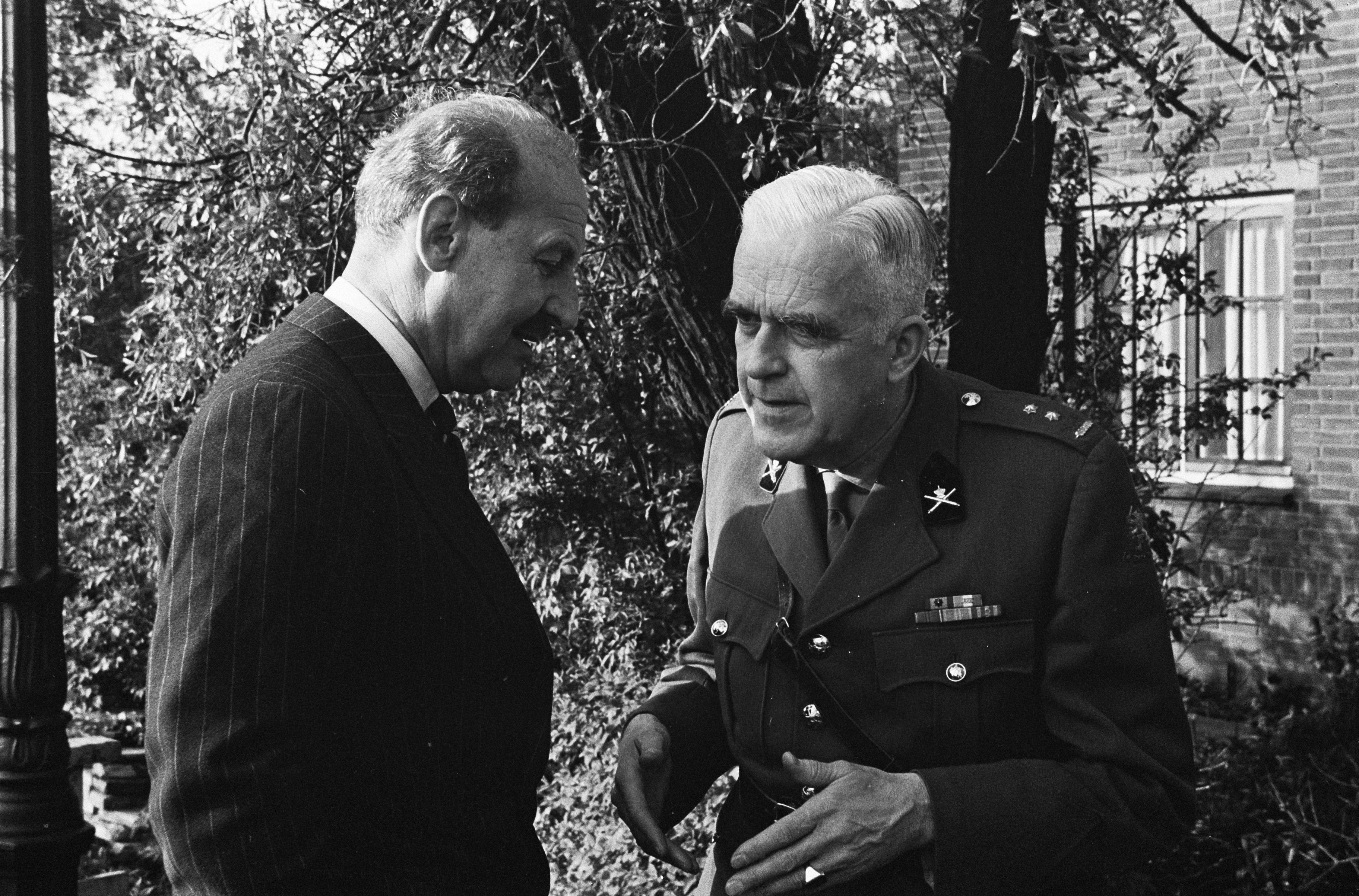
Il principe assieme ad un militare olandese nel 1963.

Nel 1947 Pietro viaggiò attraverso l'India, il Tibet e lo Sri Lanka, traendo poi del materiale per scrivere  "D'Atene a Calcutta" (Απ΄ Αθηνών εις Καλκούτα), il suo libro. Successivamente il Principe ed Irina presero parte alla terza spedizione scientifica danese diretta in Asia centrale: durante il soggiorno, svoltosi soprattutto nella regione di Kalimpong nel Bengala, il principe fu incaricato dalla Reale Biblioteca di Copenaghen di procurarsi delle opere tibetane, compito difficile dal momento che il Tibet, paese tradizionalmente chiuso verso il resto del mondo, era stato invaso dalla vicina Cina. Pietro tuttavia riuscì ad ottenere dei documenti molto preziosi, come il Canone buddista (Kan-gyur) ed i suoi commenti (Tän-gyr). Dopo lo studio sul Tibet, comandò una missione scientifica danese in Afghanistan nel 1953, durato dieci settimane.
Fu creato nel 1957 dottore honoris causa dall'università di Atene e pronunciò un discorso "Sulle influenze del periodo ellenistico in Asia centrale". Visitò di nuovo l'India e poi l'Himalaya tra il 1974 ed il 1975, realizzando oltre 5.000 misurazioni antropometriche in Tibet, oltre a studiare la poliandria. Questo lavoro fu la base per la sua seconda laurea honoris causa, consegnatagli dall'università di Londra, cui seguì, nel 1960, una presso quella di Copenaghen. In Danimarca frequentò e collaboro con Tarab Tulku Rinpoché.

### Costantino II e la fine della monarchia
Dopo la morte del cugino re Paolo e della ascesa al trono di Costantino II di Grecia, le relazioni di Pietro nei confronti della famiglia reale peggiorarono. Il principe, già in freddo con la regina Federica, ruppe i rapporti anche con il nuovo sovrano quando quest'ultimo designò sua propria erede, la sorella minore Irene; come più prossimo parente maschile di re Costantino, Pietro era convinto di avere più diritti di successione della giovane cugina, di conseguenza nel 1965 si rifiutò di riconoscere la principessa Alessia, primogenita di Costantino e della regina Anna Marie, come principessa ereditaria di Grecia.
Il principe Pietro rilasciò varie dichiarazione ed articoli di critica verso la regina Federica: alla base di tale risentimento, si pensa che ci fosse una relazione sentimentale fra i due, che però finì male, risalente alla loro giovinezza.

### Morte
Pietro morì a Londra il 15 ottobre 1980 a causa di una emorragia cerebrale. I funerali si svolsero a Londra nella totale indifferenza della Casa reale greca, inoltre il governo repubblicano negò la sepoltura del principe nel cimitero reale di Tatoi e la Casa reale danese, pur partecipando alle esequie, si mostrò riluttante ad accettare una possibile sepoltura in Danimarca. La moglie Irina morì dieci anni dopo a Parigi, i due coniugi vennero sepolti presso Gentofte dove i discendenti del principe Valdemaro di Danimarca, grande amico del padre di Pietro, avevano una proprietà.

### Onorificenze greche

Monogramma del principe Pietro di Grecia e Danimarca.

## Albero genealogico
|                               |                            |                                  | Genitori                       |  |  | Nonni |  |  | Bisnonni                  |  |  | Trisnonni                                            |  |
|                               |                            |                                  |                                |  |  |       |  |  | Cristiano IX di Danimarca |  |  | Federico di Schleswig-Holstein-Sonderburg-Glücksburg |  |
|                               |                            |                                  |                                |  |  |       |  |  | Cristiano IX di Danimarca |  |  | Federico di Schleswig-Holstein-Sonderburg-Glücksburg |  |
|                               |                            | Luisa Carolina d'Assia-Kassel    |                                |  |  |       |  |  | Cristiano IX di Danimarca |  |  |                                                      |  |
| Giorgio I di Grecia           |                            |                                  |                                |  |  |       |  |  | Cristiano IX di Danimarca |  |  |                                                      |  |
|                               |                            | Luisa d'Assia-Kassel             | Guglielmo d'Assia-Kassel       |  |  |       |  |  |                           |  |  |                                                      |  |
|                               |                            | Luisa d'Assia-Kassel             | Guglielmo d'Assia-Kassel       |  |  |       |  |  |                           |  |  |                                                      |  |
|                               |                            | Luisa d'Assia-Kassel             | Luisa Carlotta di Danimarca    |  |  |       |  |  |                           |  |  |                                                      |  |
| Giorgio di Grecia             |                            | Luisa d'Assia-Kassel             |                                |  |  |       |  |  |                           |  |  |                                                      |  |
|                               |                            | Konstantin Nikolaevič Romanov    | Nicola I di Russia             |  |  |       |  |  |                           |  |  |                                                      |  |
|                               |                            | Konstantin Nikolaevič Romanov    | Nicola I di Russia             |  |  |       |  |  |                           |  |  |                                                      |  |
|                               |                            | Konstantin Nikolaevič Romanov    | Aleksandra Fёdorovna           |  |  |       |  |  |                           |  |  |                                                      |  |
| Ol'ga Konstantinovna Romanova |                            | Konstantin Nikolaevič Romanov    |                                |  |  |       |  |  |                           |  |  |                                                      |  |
|                               |                            | Alessandra di Sassonia-Altenburg | Giuseppe di Sassonia-Altenburg |  |  |       |  |  |                           |  |  |                                                      |  |
|                               |                            | Alessandra di Sassonia-Altenburg | Giuseppe di Sassonia-Altenburg |  |  |       |  |  |                           |  |  |                                                      |  |
|                               |                            | Alessandra di Sassonia-Altenburg | Amalia di Württemberg          |  |  |       |  |  |                           |  |  |                                                      |  |
| Pietro di Grecia              |                            | Alessandra di Sassonia-Altenburg |                                |  |  |       |  |  |                           |  |  |                                                      |  |
|                               | Pietro Napoleone Bonaparte | Luciano Bonaparte                |                                |  |  |       |  |  |                           |  |  |                                                      |  |
|                               | Pietro Napoleone Bonaparte | Luciano Bonaparte                |                                |  |  |       |  |  |                           |  |  |                                                      |  |
|                               | Pietro Napoleone Bonaparte | Alexandrine de Bleschamp         |                                |  |  |       |  |  |                           |  |  |                                                      |  |
| Rolando Napoleone Bonaparte   | Pietro Napoleone Bonaparte |                                  |                                |  |  |       |  |  |                           |  |  |                                                      |  |
|                               |                            | Justine Eleanore Ruflin          | Julian Ruflin                  |  |  |       |  |  |                           |  |  |                                                      |  |
|                               |                            | Justine Eleanore Ruflin          | Julian Ruflin                  |  |  |       |  |  |                           |  |  |                                                      |  |
|                               |                            | Justine Eleanore Ruflin          | Justine Lucard                 |  |  |       |  |  |                           |  |  |                                                      |  |
| Marie Bonaparte               |                            | Justine Eleanore Ruflin          |                                |  |  |       |  |  |                           |  |  |                                                      |  |
|                               |                            | François Blanc                   | Claude Blanc                   |  |  |       |  |  |                           |  |  |                                                      |  |
|                               |                            | François Blanc                   | Claude Blanc                   |  |  |       |  |  |                           |  |  |                                                      |  |
|                               |                            | François Blanc                   | Marie Janin                    |  |  |       |  |  |                           |  |  |                                                      |  |
| Marie Blanc                   |                            | François Blanc                   |                                |  |  |       |  |  |                           |  |  |                                                      |  |
|                               |                            | Marie Hensel                     | Caspar Hensel                  |  |  |       |  |  |                           |  |  |                                                      |  |
|                               |                            | Marie Hensel                     | Caspar Hensel                  |  |  |       |  |  |                           |  |  |                                                      |  |
|                               |                            | Marie Hensel                     | Catherine Stemler              |  |  |       |  |  |                           |  |  |                                                      |  |
|                               |                            | Marie Hensel                     |                                |  |  |       |  |  |                           |  |  |                                                      |  |